# میدان نفتی خریص
میدان نفتی خریص (عربی: حقل خريص) یک میدان نفتی در عربستان سعودی است که در تاریخ ۱۰ ژوئن ۲۰۰۹، در نزدیکی میدان نفتی غوار، بزرگترین میدان نفتی جهان، به صورت آنلاین آغاز به فعالیت کرد.
میدان نفتی خریص با مساحت ۲۸۹۰ کیلومتر مربع و ۱۲۷ کیلومتر طول، در حدود ۲۵۰ کیلومتری جنوب غربی ظهران و ۱۵۰ کیلومتری شرقی-شمال شرقی ریاض واقع شده‌است.

## حملات سپتامبر ۲۰۱۹
در ۱۴ سپتامبر ۲۰۱۹ در جریان یک حمله پهپادی و موشکی که جنبش انصارالله یمن مسئولیت آن را بر عهده گرفته‌است، این میدان نفتی و تأسیسات تولید نفت آرامکو سعودی در بقیق مورد هدف قرار گرفت و آسیب دید.